# تپه دختر گلبو
تپه دختر گلبو مربوط به سدهٔ ۴ تا ۶ ه.ق است و در شهرستان میان‌جلگه، دهستان بلهرات، ۱ کیلومتری جنوب غربی روستای گلبو واقع شده و این اثر در تاریخ ۳ خرداد ۱۳۸۶ با شمارهٔ ثبت ۱۹۱۰۸ به‌عنوان یکی از آثار ملی ایران به ثبت رسیده است.